# Achot le Sparapet
Pour les articles homonymes, voir Achot.
Achot le Sparapet (mort en 936) est un membre de la famille des Bagratides, qui est brièvement roi d'Arménie de 914 à 936, en compétition avec son cousin Achot II.

## Biographie
Achot est fils de Chapouh, sparapet d'Arménie mort en 912, lui-même fils du roi Achot Ier.
Son oncle le roi Smbat Ier le fait sparapet du royaume, c'est-à-dire généralissime. Après la mort de ce dernier, supplicié par l'émir Yousouf, gouverneur d'Azerbaïdjan. Yousouf, en guerre contre le nouveau roi Achot II l'incite à se révolter et lui accorde, au nom du calife, le titre royal et la couronne à Dvin (914). Mais Achot II négocie l'aide de Constantinople et, à la tête d'un détachement d'auxiliaires byzantins, le combat, et le soumet en 920.
Il lui laisse la vie sauve, et Achot le Sparapet se retire dans ses domaines à Bagaran, tout en gardant le titre royal, où il meurt en 936.